# عائلة عصمان

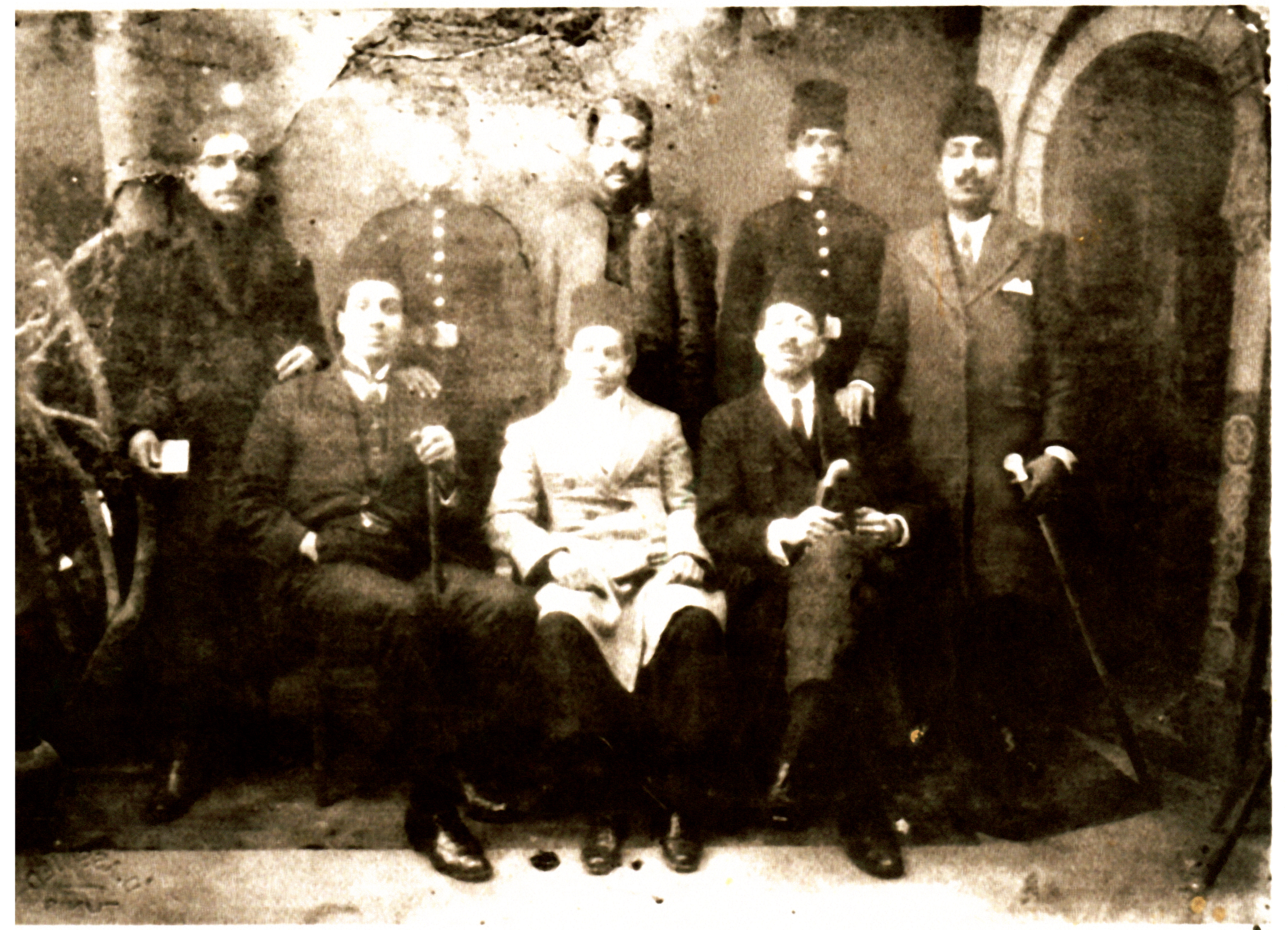
عائلة عصمان عام 1928

عائلة عصمان هي عائلة تونسية من نسل مصطفى عثمان، تفرعت من عائلة تركية الأصل استقرت في تونس. انحدر منها حرفيون في القرن التاسع عشر واصحفيين في القرن العشرين ورياضيين في القرن الحادي والعشرين. 

## الشخصيات
- مصطفى عصمان (1906 أو 1907 -)، صحفي، كاتب تحريري، رسام كاريكاتيري والمؤسس المشارك لاثنين من الصحف الساخرة[1] وصانع نماذج ومصمم مواقع التصوير السينمائي في شركة بارامونت بيكتشرز.[1]
- الحبيب عصمان (1910 - 1986)، مصور صحفي في جريدة العمل التونسية و وكالة تونس إفريقيا للأنباء، ناشط في الحزب الحر الدستوري الجديد خلال الحماية الفرنسية والمصور الشخصي لحبيب بورقيبة.
- رضا عثمان، حارس مرمى كرة اليد في الزيتونة الرياضية ثم حكم.
- أنور عثمان، لاعب كرة اليد في الزيتونة الرياضية[2] ثم حكم كرة اليد[3] قبل أن يصبح مدرسًا لمعلمي الرياضة.